# Ostpolitik

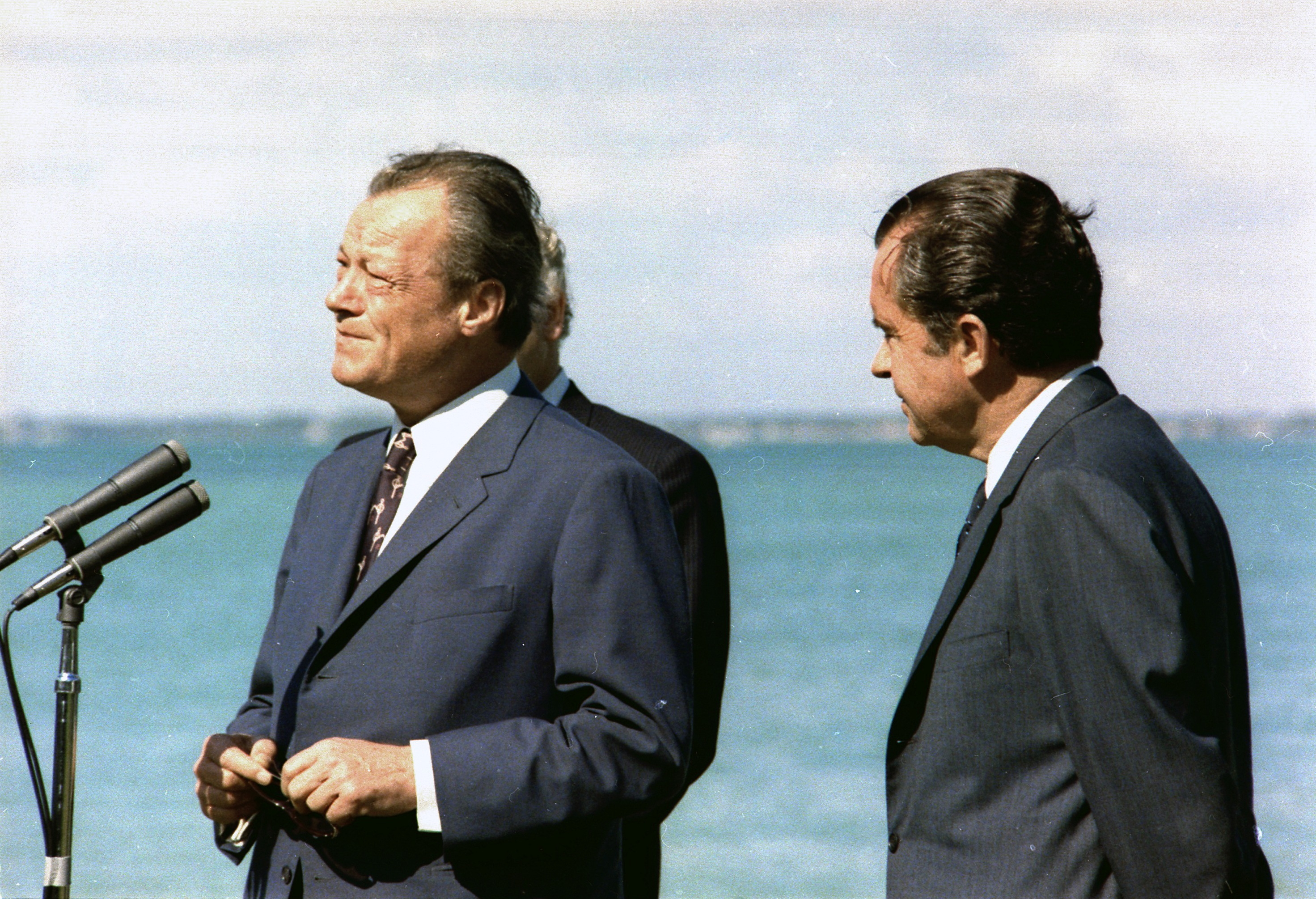
Willy Brandt con Richard Nixon

Con il termine Ostpolitik (pronuncia ‹òstpolitik›, di etimologia ted., composto da Ost «est, oriente» e Politik «politica»)
si definisce la politica di normalizzazione dei rapporti con la Repubblica Democratica Tedesca (DDR) e con gli altri paesi del blocco orientale perseguita da Willy Brandt, cancelliere della Repubblica Federale Tedesca, a partire dall'inizio degli anni settanta e per la quale Brandt ottenne il premio Nobel per la pace nel 1971.

## Prodromi all'Ostpolitik
La Germania nazista, uscita sconfitta dalla seconda guerra mondiale, si ritrovava a essere sotto il controllo delle quattro potenze vincitrici e subiva mutilazioni territoriali che avevano comportato flussi migratori verso la nuova Germania provenienti da territori storicamente abitati da Tedeschi, quali i Sudeti, la Prussia e la Pomerania. Dalle decisioni prese alla Conferenza di Jalta del febbraio 1945 e alla conferenza di Potsdam del luglio dello stesso anno discendevano alcune questioni che avrebbero condizionato le scelte di politica estera della Germania Ovest:
- Dichiarazione sull'Europa Liberata. Voluta fortemente da Roosevelt per impegnare l'Unione Sovietica a una rapida transizione dall'occupazione militare dei territori controllati congiuntamente (Austria e Germania), tale dichiarazione prometteva libere consultazioni elettorali in tutti i Paesi occupati. Benché sottoposti alle zone d'occupazione, i Tedeschi speravano che tale situazione potesse risolversi facilmente grazie al ricorso alle urne.
- Mantenimento dell'unità territoriale dello Stato tedesco. Implicitamente viene affermato che il problema tedesco verrà discusso dal Consiglio dei ministri degli esteri alleati, organo che si deve preoccupare del trattato di pace con i Paesi sconfitti; ne discende che i rappresentanti della Germania dovranno misurarsi con i colleghi delle potenze alleate per la risoluzione della questione.

Le libere elezioni generali vennero, tuttavia, presto accantonate a seguito dei risultati delle elezioni per Berlino del 1947. In quell'occasione, l'Unione Sovietica provò in ogni modo a trovare un accordo tra socialdemocratici e comunisti, ma i risultati furono vani, dal momento che il Partito Socialista Unificato di Germania (SED) riuscì a conquistare solo il 20% dei voti, mentre i socialdemocratici filo-occidentali il 40%. Questa competizione parziale rendeva evidente agli occhi dei dirigenti sovietici che, in caso di libere elezioni, la Germania avrebbe gravitato verso l'Occidente, sancendo il ritorno del problema tedesco.
Questi eventi influenzarono direttamente la possibilità di mantenere fede alla promessa della costituzione di uno Stato unitario per i tedeschi; nel dicembre del 1947, il Piano Byrnes fallì e i due blocchi cominciarono a seguire la propria via per trattare con i territori sotto il loro controllo. Con la creazione della Repubblica Federale di Germania e per reazione della Repubblica Democratica Tedesca si vengono ad affermare due entità reclamanti contemporaneamente il diritto di rappresentanza dell'intero popolo tedesco.
Nella Repubblica Federale di Germania si affermò la dottrina Hallstein, che imponeva un rigido ancoraggio del governo di Bonn al mondo occidentale nella speranza di una soluzione alla questione tedesca.

## La politica del movimento
La politica di Konrad Adenauer aveva portato scarsi risultati su questo versante e con la crisi di Berlino del 1958-1961, che avrebbe condotto all'erezione del Muro, divenne evidente il fallimento della politica sin qui condotta. Con la caduta di Adenauer comincia a farsi strada l'idea di un riorientamento della politica estera tedesca verso i Paesi dell'Est.
A partire dal 1963, la dirigenza cristiano-democratica inizia un lento percorso di revisione della politica di Adenauer, con il primo e il secondo governo di Ludwig Erhard. È in questo periodo che inizia una lenta e silenziosa penetrazione economica dei mercati dell'Est che porteranno allo stabilimento di missioni commerciali in Romania e Polonia nel 1963 e in Ungheria e Bulgaria nel 1964. Questa politica venne in seguito definita "politica del movimento" dal momento che rispetto alla precedente politica sembrava che potesse apportare qualche cambiamento alla situazione congelata e all'immobilismo delle organizzazioni occidentali dettato dal containment.
La graduale politica del movimento continuò sotto l'esperienza della Grande coalizione del 1966-1969, con un governo guidato dal conservatore Kiesinger con Willy Brandt agli Esteri. Benché inseritosi nel solco di Erhard, Kiesinger era contrario a qualsiasi maggiore concessione alla Repubblica Democratica Tedesca; ciononostante, sotto il suo governo e grazie all'opera personale di Willy Brandt, la Repubblica Federale di Germania aprì una missione commerciale in Cecoslovacchia e riallacciò relazioni diplomatiche con Bulgaria e Jugoslavia. Da parte di ampi settori della CDU e dei circoli degli immigrati dai Sudeti, stabilitisi in prevalenza in Baviera, vi furono forti resistenze a questi accordi, in particolare quello con la Cecoslovacchia, dal momento che si andava a riconoscere il governo di Praga come legittimo interlocutore. La Primavera di Praga, tuttavia, pose fine a questo periodo di accorto avvicinamento ai Paesi dell'Est.

## Il Governo Brandt
Nonostante queste opposizioni, Brandt nel 1969 riesce a vincere le elezioni e a formare un governo in alleanza con il piccolo partito liberale, scalzando la CDU dal governo. Brandt propone ufficialmente la Ostpolitik, parlando per la prima volta di contatti diretti con la Repubblica Democratica Tedesca. Superando il Ministero degli esteri, inviò una persona di fiducia, Egon Bahr, in qualità di inviato personale a Mosca, annullando di fatto la dottrina Hallstein con il riconoscimento ufficiale di Jugoslavia e Romania nel settembre 1969.
La Ostpolitik trasformava in prassi generalizzata gli orientamenti espressi negli anni precedenti. Non era un tentativo di rivoluzionare l'assetto mondiale, ma semplicemente, tenendo conto degli sviluppi delle relazioni internazionali e della dottrina della risposta flessibile, la Repubblica Federale di Germania cercava di non restare militarmente esposta alla minaccia sovietica, favorendo buoni rapporti con l'Est, in primis con l'URSS, e inaugurando una collaborazione con i Tedeschi dell'Est. L'obiettivo finale era di convincere i Tedeschi della Repubblica Democratica Tedesca che la collaborazione poteva portare a una revisione della situazione di divisione esistente voluta dai vincitori della seconda guerra mondiale. Inoltre, il miglioramento delle relazioni tra la Repubblica Federale di Germania e i Paesi del blocco orientale minava la solidità del patto di Varsavia: i suoi componenti vedevano nella RFT il principale nemico a causa delle rivendicazioni territoriali. Nelle convinzioni dei suoi ideatori, la Ostpolitik avrebbe dovuto contribuire al crollo della cortina di ferro attraverso la penetrazione della tecnologia, della cultura e dei principi della società occidentale, della cui superiorità Brandt era fermamente convinto.

## I trattati dell'Ostpolitik

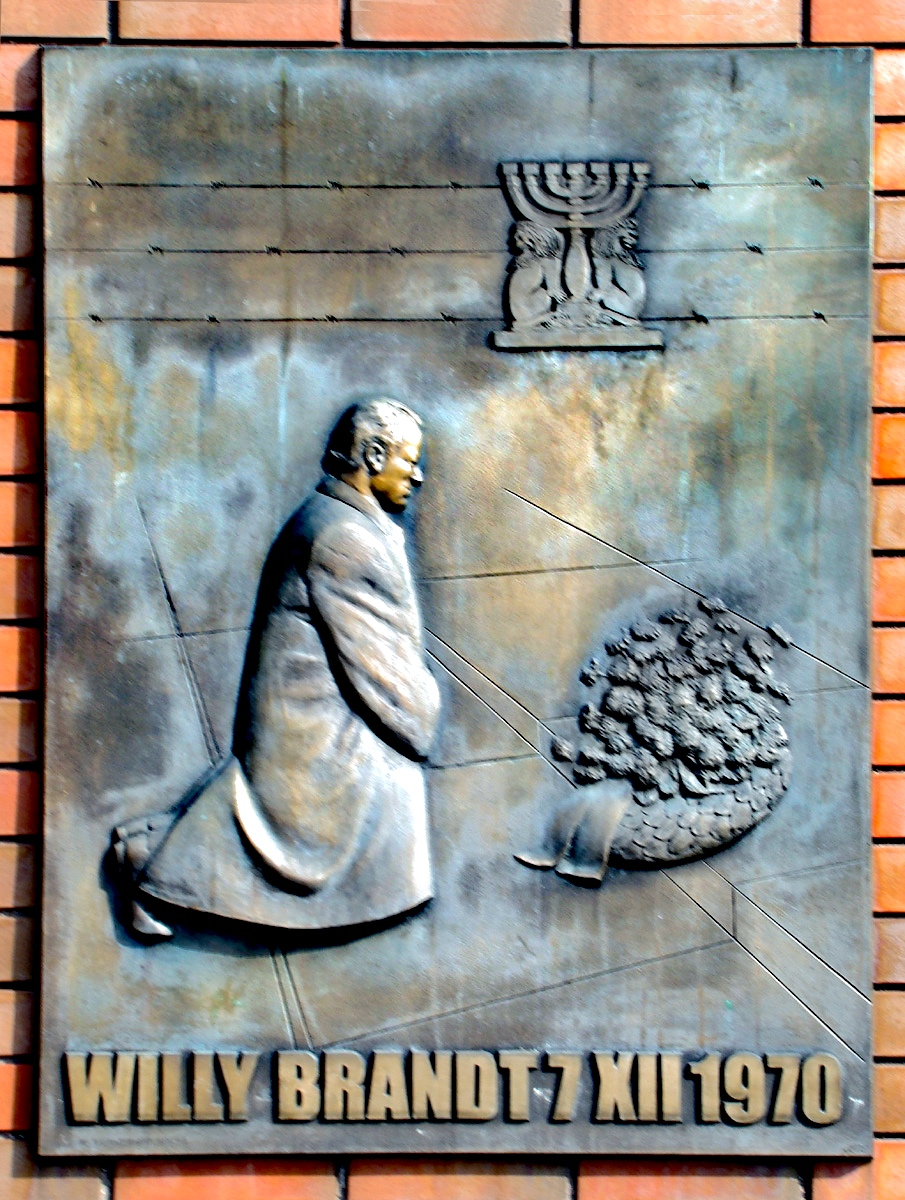
Pannello in bronzo commemorativo della visita di Brandt al Ghetto di Varsavia, in occasione della firma del trattato con la Polonia.

Dopo l'incontro Brandt-Stoph ad Erfurt il 19 marzo 1970, in cui si spezzò il ghiaccio, e quello di Kassel del 16 maggio 1970, dove non si concluse nulla per la ritrosia, da parte della RFT, circa il riconoscimento della Repubblica Democratica Tedesca come Stato estero (considerato da quest'ultima quale pre-condizione per ogni negoziato sulle due Germanie), Brandt inviò Bahr a trattare a Mosca al di fuori dei tradizionali canali diplomatici. I primi contatti per la creazione di un canale informale avvennero già prima delle elezioni del 1969, in un incontro tra Brandt e Gromyko in occasione dell'assemblea generale delle Nazioni Unite del 1969. Venne firmato il Trattato di Mosca del 12 agosto 1970, che prevede il riconoscimento da parte della Repubblica Federale di Germania del confine Oder-Neisse, mentre l'Unione Sovietica si impegnerà a cercare una soluzione negoziale al problema di Berlino; allegato al trattato c'è una "Lettera sull'unità tedesca", nella quale il Governo tedesco fa presente che questo trattato non è in contraddizione con lo scopo della riunificazione da raggiungersi per autodeterminazione del popolo tedesco.
Le stesse clausole del trattato di Mosca saranno presenti nel trattato di Varsavia del 7 dicembre 1970, con il quale la Repubblica Federale di Germania riconosce la perdita di tutti i territori ceduti alle nazioni confinanti dopo la seconda guerra mondiale, mentre la Polonia accordava ad alcuni gruppi di tedeschi il permesso di rientrare nella Germania.
I due trattati e il clima di progressiva distensione dei rapporti permise l'inizio delle lunghe trattative che portarono alla firma del cosiddetto trattato su Berlino (Viermächteabkommen über Berlin) del 3 settembre 1971, con il quale la Repubblica Federale di Germania si impegna a non far divenire Berlino Ovest la capitale dello Stato. La Repubblica Democratica Tedesca, vale a dire l'Unione Sovietica, si impegna a congelare la situazione, garantendo una serie di provvedimenti per il miglioramento delle condizioni di vita e di mobilità delle persone all'interno della città di Berlino; altre disposizioni affrontavano le responsabilità delle forze di occupazione della città di Berlino e regolavano gli accessi alla città. Il compromesso consiste dunque nel congelamento di Berlino: l'Unione Sovietica si impegna, in sostanza, a non utilizzare Berlino come leva politica, come accaduto nelle due crisi precedenti. Nel maggio 1972 i trattati vengono portati al Bundestag: ottengono 248 voti a favore, ma anche 238 astensioni e 10 contrari. Senza l'astensione della CDU, dunque, i trattati non sarebbero stati ratificati; ne deriva un gesto di responsabilità da parte della CDU che, a differenza delle organizzazioni degli espulsi, non conduce una battaglia aperta.
Il passo successivo fu il cosiddetto accordo sui transiti (Transitabkommen) del 17 dicembre 1971 nel quale la Repubblica Democratica Tedesca riconosceva, per la prima volta, il diritto ai propri cittadini di visitare i parenti nella Repubblica Federale di Germania in caso di grave emergenza familiare.

## Il riavvicinamento tra le due Germanie
Il 1972 è un anno importantissimo per la Repubblica Federale di Germania, dal momento che si tengono le nuove elezioni generali; la SPD fa della campagna elettorale un test sulla Ostpolitik. Il responso arride alla SPD, che col 45,8% dei voti supera la CDU, rimasta al 44%; il partito liberale, dal 5,8% passa all'8%, marcando l'approvazione verso la Ostpolitik. Ulbricht è molto restìo a compiere questo avvicinamento, ma nel maggio 1971, quando a Mosca si decide ad accettare l'apertura, Ulbricht si dimette e viene nominato Honecker. Egli, al pari di Ulbricht, è un ortodosso comunista, ma è molto più ligio alle direttive di Mosca; dal momento che le superpotenze si trovavano nella fase della distensione, diventava necessario per Mosca discutere con la Repubblica Federale di Germania.
Dopo mesi di trattative si giunse il 21 dicembre 1972 alla firma del cosiddetto Trattato fondamentale (Grundlagenvertrag) nel quale le due Germanie allacciavano relazioni politiche, ma non diplomatiche, dal momento che non c'è un riconoscimento reciproco; difatti, non avviene alcuno scambio di ambasciatori, ma solo di rappresentanti politici. Viene inoltre garantita reciprocamente la rispettiva integrità territoriale con il riconoscimento del confine sull'Elba. Con questo trattato si permette il riavvicinamento tra le due Germanie, la ripresa dei contatti tra le famiglie e degli scambi commerciali e di tecnologia. In generale, il trattato fondamentale concorre a migliorare il tenore di vita dei Tedeschi orientali. La ratifica di questo trattato dette luogo ad un aspro dibattito politico (culminato con un appello da parte della CSU alla Corte Costituzionale); il partito d'opposizione tedesco (CDU/CSU) considerava questo trattato la fine definitiva di qualsiasi speranza di riunificazione tedesca. Grazie a questo trattato, tuttavia, le due Germanie vengono ammesse all'ONU nel 1973.
L'ultima espressione dell'Ostpolitik è il trattato di Praga del dicembre 1973 con la Cecoslovacchia. Per i Tedeschi è il più duro da sopportare perché sancisce la definitiva rinuncia ai Sudeti, infrangendo i sogni degli esuli di poter rientrare in possesso dei propri beni abbandonati all'indomani della seconda guerra mondiale. Tale trattato prevedeva il riconoscimento del confine del 1938, riconoscendo la nullità degli accordi di Monaco e fungendo, dunque, da vero e proprio trattato di pace tra Repubblica Federale di Germania e Cecoslovacchia.

## Fine dell'Ostpolitik
Nel 1974 ha termine l'avventura di Willy Brandt come cancelliere e con lui pure l'esperienza della Ostpolitik. Tale scelta non era dettata da ripensamenti, bensì dalla nuova atmosfera che si andava a creare nelle relazioni internazionali, con il riacutizzarsi del confronto fra i due blocchi e la fine della distensione. Sotto il governo di Schmidt la Repubblica Federale di Germania continuerà a investire ingenti quantità di marchi per far rientrare in Germania tutti i Tedeschi di sangue dell'Europa orientale (in Romania, in Unione Sovietica e altrove) a cui si vogliono assegnare gli stessi diritti dei cittadini tedeschi.
La fine della Ostpolitik e il riacutizzarsi dello scontro tra i blocchi non significano però il definitivo abbandono di un progetto a lungo termine per riavvicinare l'Europa. In questo senso, la Ostpolitik dà la spinta a una collaborazione intraeuropea che, pur con alti e bassi, continuerà per tutta la guerra fredda; esemplare è la ratifica degli accordi di Helsinki del 1975, che stanno alla base della creazione dell'OSCE.

## Giudizi sull'Ostpolitik
In Europa la Ostpolitik è vista negativamente. Obiettivo delle potenze europee era stato fin dall'inizio il ridimensionamento dell'autonomia tedesca, memori dei due conflitti mondiali nell'arco di 30 anni. Con la Ostpolitik i Tedeschi riscoprono da soli una politica nazionale in una fase in cui i loro partner avrebbero voluto che si impegnassero maggiormente per l'integrazione europea.
Gli USA la giudicano altrettanto negativamente: Kissinger aveva in mente un mondo perfettamente bipolare, basato sull'equilibrio, come nell'Europa dell'Ottocento, con al massimo l'intervento cinese per alcune questioni; la Ostpolitik, riproponendo un ruolo autonomo della Repubblica Federale di Germania, poteva avere effetti destabilizzanti su questa precaria equazione.

## Ostpolitik vaticana
Con lo stesso termine Ostpolitik si designa anche il complesso delle relazioni diplomatiche della Santa Sede con i Paesi del Blocco sovietico. Queste relazioni sono state segnate da complessi accordi, incontri, reciproche concessioni determinate dalla necessità di tutelare la Chiesa cattolica e i suoi fedeli nei Paesi del blocco orientale nonché dalla necessità di proteggere i fedeli cattolici dalle insidie di un sistema dichiaratamente ateo e materialista. Fra questi accordi è importante quello di Metz in cui la Chiesa cattolica accettò di non condannare esplicitamente il comunismo al Concilio Vaticano II in cambio della concessione sovietica di consentire agli inviati ortodossi russi di partecipare come osservatori al Concilio.
Grazie a questa prudente politica si supererà l'impasse degli anni cinquanta e sessanta, in cui la figura più emblematica sarà quella del cardinale József Mindszenty, l'irremovibile primate d'Ungheria costretto all'esilio nell'ambasciata americana di Budapest e comincerà un dialogo difficilissimo, di cui il principale artefice è stato il cardinale Agostino Casaroli.

## Ostpolitik nella Repubblica di Weimar
Alcuni storici, come Detlev Peukert, usano il termine Ostpolitik anche in riferimento alla politica estera di stampo revisionista sui confini orientali stabiliti dal trattato di Versailles e attuata da Gustav Stresemann, ministro degli esteri della Repubblica di Weimar dal 1923 al 1929.